# Яшкин, Артём Александрович
Артём Алекса́ндрович Я́шкин (укр. Артем Олександрович Яшкін; род. 29 апреля 1975, Вологда) — российский и украинский футболист, полузащитник. Выступал за сборную Украины, за которую сыграл 8 матчей.

## Клубная карьера
Воспитанник российского футбола. Дебютировал в сезоне 1992 года в ярославском «Шиннике». В том году команда выбыла в первую лигу чемпионата России, где Яшкин играл следующие четыре сезона.
Перед началом сезона 1997 года перешел в «Уралан» из Элисты. Тренер команды Павел Яковенко, покинувший её по окончании сезона, посоветовал Валерию Лобановскому, возглавлявшему киевское «Динамо», обратить внимание на игрока «Уралана» Сергея Кормильцева. Лобавовский пригласил в Киев и Яшкина. За киевский клуб дебютировал 11 марта 1999 года в игре чемпионата против мариупольского «Металлурга» и довольно быстро понравился динамовским болельщикам, которые дали ему прозвище «второй Заваров». Сравнение с полузащитником «Динамо» 1980-х было вызвано не только схожей внешностью (невысокий рост, худощавое телосложение и длинные волосы), но и игровыми качествами, в том числе хорошей техникой Яшкина. Однако чрезмерная передержка мяча в матчах считается одним из факторов, из-за которых футболист постепенно потерял место в основном составе «Динамо». Всего Яшкин провел в «Динамо» три сезона и в 2001 году покинул клуб из-за конфликта с тренерским штабом.
Вернулся в «Шинник», но провёл всего три матча за год и вернулся в Киев, на этот раз в «Арсенал», в составе которого только однажды вышел на замену в официальном матче.
Карьера Яшкина в «Шиннике» не удалась из-за травмы в матче против «Спартака» 12 марта 2002 года — разрыва крестообразных связок и повреждения мениска. Операцию ему сделали в Киеве, из-за чего Яшкин выбыл на полгода из строя.
До конца карьеры также выступал за азиатские клубы «Пучхон» и «Дельта», одесский «Черноморец», латвийские «Динабург» и «Даугаву».

## Карьера в сборной
В 1998 году получил предложение от Валерия Лобановского, который совмещал посты тренера киевского «Динамо» и тренера сборной Украины, принять гражданство и выступать за Украину. Яшкин согласился и 2 сентября 2000 дебютировал за национальную команду в матче против сборной Польши. Всего в 2000—2001 годах отыграл в восьми матчах сборной, большинство из которых — в рамках квалификационного турнира к чемпионату мира 2002 года.
После завершения карьеры выступал за национальную сборной Украины среди ветеранов.

## Достижения
- Чемпион Украины (3): 1998/99, 1999/00, 2000/01
- Обладатель Кубка Украины (2): 1998/99, 1999/00